# قیفک کینوشیتا
قیفک کینوشیتا (نام علمی: Conus kinoshitai) نام یک گونه از سرده قیفک‌ها است.